# Alatospora crassipes
Alatospora crassipes är en svampart som beskrevs av Marvanová 1977. Alatospora crassipes ingår i släktet Alatospora och familjen Leotiaceae.   Inga underarter finns listade i Catalogue of Life.